# کلیسای ارامنه معموره
کلیسای ارامنه معموره مربوط به دوره قاجار است و در شهرستان بروجن، روستای معموره واقع شده و این اثر در تاریخ ۸ مرداد ۱۳۸۱ با شمارهٔ ثبت ۶۰۰۳ به‌عنوان یکی از آثار ملی ایران به ثبت رسیده است.